# Shinobu Nishimura
Shinobu Nishimura (西村しのぶ, Nishimura Shinobu) est une auteure de bande dessinée japonaise née le 25 mai 1963 à Takarazuka dans la préfecture de Hyōgo, au Japon.

## Biographie
Shinobu Nishimura est née le 25 mai 1953 à Takarazuka dans la préfecture de Hyōgo, au Japon. Elle passe son enfance à Kobe et y étudie à l'université municipale de langues étrangères.
En 1983, elle intègre la classe de Gekigasonjuku (劇画村塾, littéralement « cours privés du village gekiga ») ouverte à Kobe par Kazuo Koike. Elle publie en 1984 son premier manga D-アウト dans Comic Gekiga Sonjuku au sein du Studio ship (スタジオシップ, Sutajio shippu). Puis commence Third Girl, publié dans Comic Corsage qui trouve son public avec cette histoire d'amour à trois, légère, détaillant le quotidien d'étudiants de Kobe, leur goût pour la mode, avec un soin du détail pour ce qu'ils consomment au quotidien.
Elle vit[Depuis quand ?] à Osaka.

## Œuvre
- Shimoyamate Dress (Besshitsu) (下山手ドレス(別室)?) : 2 volumes (fini)[5]
- 1984 à 1994 : Third Girl (ja) : 8 volumes (fini)[6], prépublié dans Comic Corsage
- 1990 : Issho ni Sounan Shitai Hito (一緒に遭難したいひと?) : 4 volumes publiés chez Kōdansha, prépublié dans Kiss[7]
- 1994 : Slip : 2 volumes (fini) publié chez Hakusensha, prépublié dans Hana to Yume[8]
- 1998 : Line (ライン (西村しのぶ)?) : 2 volumes publiés chez Kōdansha[9]
- 1998 : Alcohol (アルコール?) : 3 volumes (fini) publiés chez Shūeisha, prépublié dans Chorus[10]
- 2001 : Rush : 5 volumes publiés chez Shōdensha, prépublié dans Feel Young[11]
- 2006 : Medics (メディックス?) : 1 volume publié chez Shōgakukan[12]
- 2007 : Voice : 1 volume publié chez Koike Shoin[13]
- 2011 : The Sand and Iris (砂とアイリス, Suna to Iris?) : 3 volumes publiés chez Shūeisha, prépublié dans Cocohana[14],[15]

### Anthologie
- 2002 : Adidas Manga Fever (アディダスマンガフィーバー?) chez Asukashinsha[16]
- 2006 : My Wedding Style! (私の結婚式!, Watashi no Kekkonshiki!?) chez Asuka-Shinsha[17]

## Sources
- (ja) Cet article est partiellement ou en totalité issu de l’article de Wikipédia en japonais intitulé « 西村しのぶ » (voir la liste des auteurs).